# Валентайн, Боб (футбольный судья)
Роберт Бонар «Боб» Валентайн (англ. Robert Bonar «Bob» Valentine; род. 10 мая 1939, Данди) — завершивший карьеру шотландский футбольный судья. Судья ФИФА с 1977 по 1989 год.

## Карьера
С 1971 года обслуживал матчи высшего дивизиона Шотландии, являлся главным арбитром финалов Кубка Шотландии (1977, 1984 и 1989) и финалов Кубка шотландской лиги (1984 (март) и 1987).
В 1980 году он был включен в список судей на футбольный турнир летних Олимпийских игр 1980 года в СССР, где отсудил два матча, в том числе игру за 3-е место между СССР и Югославией. Также работал на молодёжном чемпионате мира 1981 года в Австралии, отсудив три игры, включая один из полуфиналов.
Наиболее известен тем, что отсудил два матча на чемпионате мира 1982 года в Испании: печально известный матч группового этапа между ФРГ и Австрией, ставший известным как «Хихонский позор» из-за вероятно договорного характера игры, а также матч второго тура между Польшей и СССР. Он также был одним из лайнсменов (другим был Бруно Галлер) в полуфинале между Францией и ФРГ на «Рамон Санчес Писхуан» в Севилье. Этот матч за свою красоту и интригу получил название «Ночь в Севилье» и стал первым в истории чемпионатов мира, где победитель определился в серии пенальти.
Впоследствии он работал на чемпионате Европы 1984 года, отсудив матч между Францией и Бельгией на «Божуаре» в Нанте, а также на чемпионате Европы 1988 года, являясь главным арбитром игры между ФРГ и Данией на «Паркштадионе» в Гельзенкирхене.
Между чемпионатами Европы работал на главных клубных еврокубковых соревнованиях, в частности в 1986 году обслужил второй финальный поединок Кубка УЕФА между «Кёльном» и «Реал Мадридом», а в следующем году отсудил первый матч Суперкубка Европы между «Аяксом» и «Порту».
После завершения судейской карьеры стал руководителем судейского комитета Шотландской футбольной ассоциации.